# Gustav Landauer
Gustav Landauer (Karlsruhe, 7 aprile 1870 – Monaco di Baviera, 2 maggio 1919) è stato un filosofo e militante Libertario tedesco.
Secondo figlio di un rivenditore ebraico di calzature, fu educato nel ginnasio Karlsruhe e studiò a Heidelberg, Berlino e Strasburgo, germanistica  e filosofia.
Filosofo, attivista politico di area comunista libertaria fu un grande teorico dell'anarchismo tedesco tra la fine del XIX e l'inizio del XX secolo.
Nel 1908 assieme a Margarethe Hardegger «aveva fondato la Lega socialista e il suo organo di stampa Der Sozialist», ma col tempo un distacco subentrò tra i due militanti «su temi quali l'amore libero e i diritti delle donne».
Convinto e attivo pacifista si oppose, anche propugnando la disobbedienza civile, ai nazionalismi e al bellicismo che portarono allo scoppio del primo conflitto mondiale.
Alla fine del conflitto prese parte agli eventi politici della Rivoluzione di novembre che contribuirono alla nascita della Repubblica di Weimar. Partecipò attivamente all'esperimento della Repubblica Sovietica Bavarese: venne per questo arrestato il 1º maggio 1919 e lapidato dai Freikorps il giorno dopo mentre si trovava in carcere.
Le sue opere mostrano l'influenza di Wolfgang Goethe e Lev Tolstoj. La filosofia di Landauer si forma e si perfeziona sotto l'influenza degli scritti di Johann Gottlieb Fichte, e Pierre-Joseph Proudhon, le teorie degli anarchici Michail Bakunin e Pëtr Alekseevič Kropotkin.
Viene altresì ricordato per i suoi studi e la traduzione in tedesco dell'opera di William Shakespeare e, con la sua seconda moglie Hedwig Lachmann, di Oscar Wilde.